# 오드 퓨처

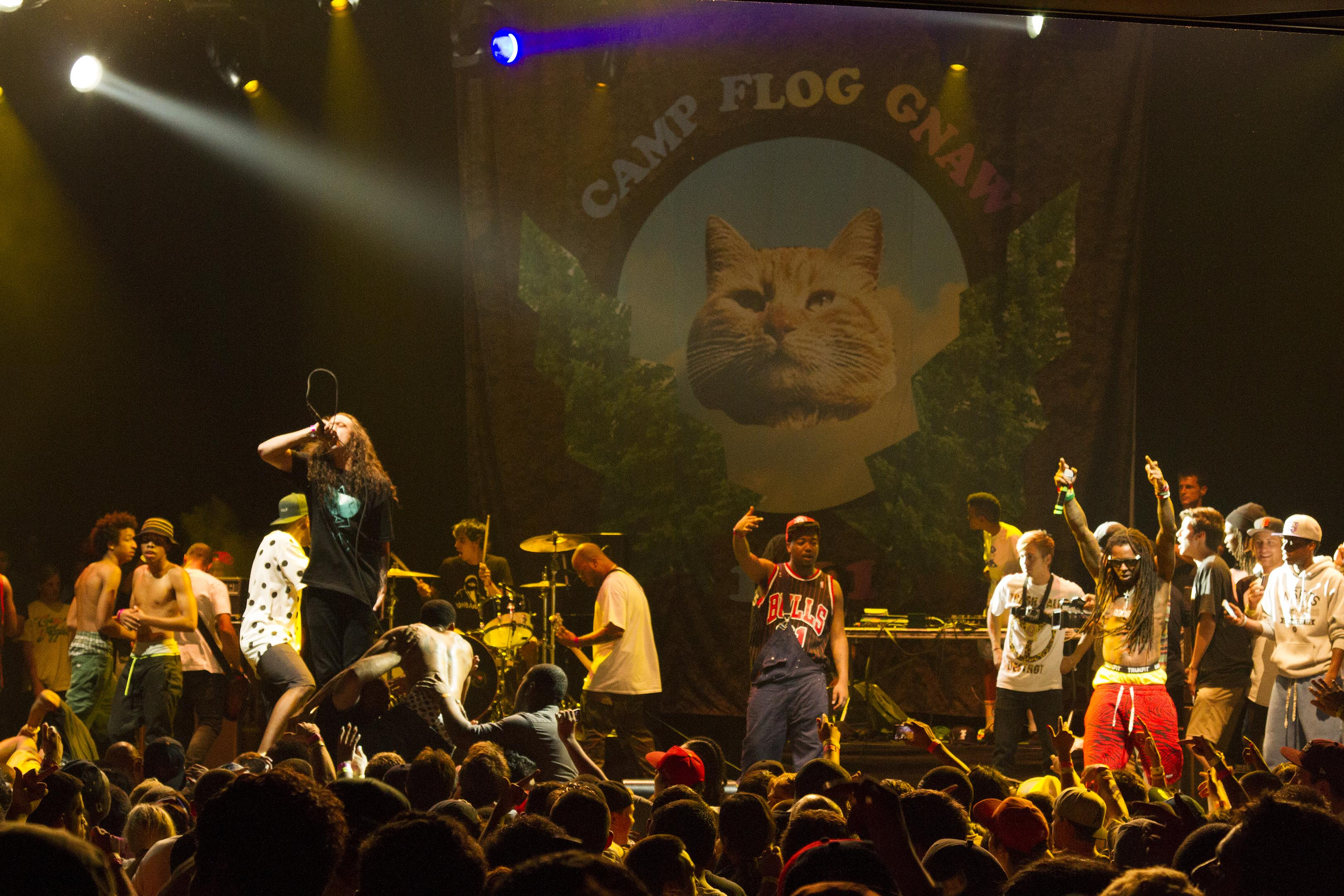

오드 퓨처 (OFWGKTA, Odd Future Wolf Gang Kill Them All)는 미국의 힙합 그룹이다. 오드 퓨처는 래퍼 겸 프로듀서인 타일러 더 크리에이터(Tyler, The Creator)와 하지 비츠(Hodgy Beats), 얼 스웨트셔트(Earl Sweatshirt), 도모 제네시스(Domo Genesis), 마이크 지(Mike G), 래퍼 겸 싱어송라이터인 프랭크 오션(Frank Ocean), 프로듀서인 레프트 브레인(Left Brain), 시드 다 키드(Syd Tha Kyd), 매트 마트샨즈(Matt Martians), 할 윌리엄스(Hal Williams) 그리고 뮤직 비디오 감독인 타코 베네트, 스케이트보더 제스퍼 돌핀 등을 포함한 60여명으로 이루어져있다.

## 구성원
- 타일러 더 크리에이터 - 래퍼, 뮤직 비디오 감독, 프로듀서, 배우
- 프랭크 오션 - 싱어송라이터, 래퍼, 프로듀서
- 얼 스웨트셔트 - 래퍼, 오케이셔널 프로듀서
- 하지 비츠 - 래퍼, 오케이셔널 프로듀서
- 도모 제네시스 - 래퍼
- 레프트 브레인 - 프로듀서, 오케이셔널 래퍼
- 마이크 지 - 래퍼
- 시드 다 키드 - 디제이, 편곡가, 가수, 프로듀서
- 매트 마트샨즈 - 편곡가, 프로듀서, 가수
- 할 윌리엄스 - 프로듀서, 래퍼
- 타코 베네트 - 오케이셔널 래퍼, 배우, 디제이
- 제스퍼 돌핀 - 오케이셔널 래퍼, 가수

### 그룹 내 팀
- 멜로우하이프 - 하지 비츠, 레프트 브레인
- 더 제트 에이지 오브 투모로우 - 매트 마트샨즈, 할 윌리엄즈
- 더 인터넷 - 시드 다 키드, 매트 마트샨즈 스티브 레이시, 크리스토퍼 스미스, 패트릭 페이지
- 멜로우하우 - 하지 비츠, 도모 제네시스
- 얼울프 - 타일러 더 크리에이터, 얼 스웨트셔트
- 스웨티 마트샨즈 - 얼 스웨트셔트, 매트 마트샨즈